# Преснецово (Московская область)
Преснецово — деревня в Можайском районе Московской области в составе Юрловского сельского поселения. Численность постоянного населения по Всероссийской переписи 2010 года — 89 человек. До 2006 года Преснецово входило в состав Губинского сельского округа. В Преснецово действует средняя общеобразовательная школа, деревня связана с Можайском автобусным сообщением.
Деревня расположена в южной части района, на правом берегу реки Протва, примерно в 27 км к юго-западу от Можайска, высота центра над уровнем моря 208 м. Ближайшие населённые пункты — Вороново, Глуховка и Шибинка.